# Chadschimurad Soltanowitsch Gazalow

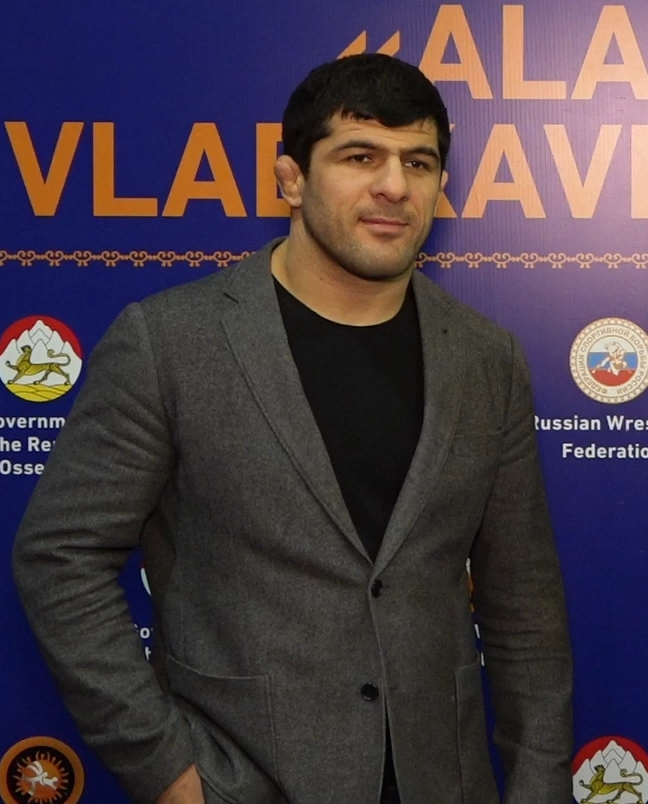

Chadschimurad Soltanowitsch Gazalow (russisch Хаджимурад Солтанович Гацалов; * 11. Dezember 1982 in Tschikola, Nordossetien, Sowjetunion) ist ein russischer Ringer ossetischer Herkunft. Er ist Olympiasieger 2004 und mehrfacher Welt- und Europameister im freien Stil im Halbschwergewicht und im Schwergewicht.

## Werdegang

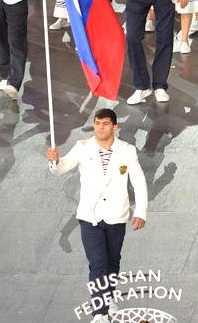
Chadschimurad Gazalow

Chadschimurad Gazalow wuchs in Wladikawkas auf und begann dort im Alter von 11 Jahren mit dem Ringen. Er stammt aus einer ossetischen Familie, in der das Ringen schon längere Zeit ausgeübt wird. Drei seiner Onkel waren auch Ringer. In Wladikawkas wurde er von dem Trainer W.W. Tschebojew im Juniorenalter an die russische Spitzenklasse im Freistilringen herangeführt. Nach dem Gewinn des Weltmeistertitels bei den Junioren im Jahre 2001 in Taschkent im Mittelgewicht, ging er nach Moskau und trat dem Sportklub der Armee ZSKA Moskau bei. Diesem Klub gehört er noch heute an, hat aber immer noch enge Beziehungen zu seiner Heimatstadt Wladikawkas. In Moskau wurde er von Wladimir Golubow trainiert. Auch der Cheftrainer der russischen Freistil-Nationalmannschaft Dschambulat Tedejew, ebenfalls ein Ossete, kümmerte sich sehr um Chadschimurad Gazalow.
Nachdem er als junger Ringer seine Leistungen konsolidiert hatte, wurde er im Jahre 2003 zur Europameisterschaft der Senioren nach Riga entsandt. In Riga wurde er mit fünf Siegen auf Anhieb Europameister im Halbschwergewicht. Auf dem Weg zu diesem Titel besiegte er Weltklasseringer wie Luka Eldari Kurtanidse aus Georgien, Wadym Tassoew aus der Ukraine und im Finale Fatih Çakıroğlu aus der Türkei, gegen den er mit 4:1 Punkten siegte.
Diesen Titel verteidigte er im Jahre 2004 in Ankara. Es reichten ihm dazu vier Siege. Gleich im ersten Kampf musste sich der Deutsche Martin Siddique gegen Chadschimurad Gazalow mit 0:10 Punkten geschlagen geben und auch Wadym Tassoew war im Finale chancenlos. In der anschließenden Qualifikation für die Olympischen Spiele in Athen musste Chadschimurad Gazalow schwere Arbeit leisten, um sich bei der russischen Meisterschaft gegen seine vielen Konkurrenten wie Schamil Gitinow, Chadschimurad Magomedow und Schirwani Muradow durchzusetzen.
In Athen war Chadschimurad Gazalow in Bestform. Er siegte im Halbschwergewicht über so schwere Gegner wie Wadym Tassoew, Aljaksandr Schamarau aus Belarus, Daniel Cormier aus den USA (5:0) und Magomed Ibragimov aus Usbekistan (4:1) und gewann damit die Goldmedaille im Halbschwergewicht.
Bei der Europameisterschaft 2005 in Warna musste Chadschimurad Gazalow in seinem Halbfinalkampf gegen Luka Eldari Kurtanidse eine knappe 1:2-Punktniederlage hinnehmen und kam dann durch einen Sieg über Sergei Pernikow aus Belarus nur mehr auf den 3. Platz. Bei der Weltmeisterschaft des gleichen Jahres in Moskau gelang ihm aber Revanche gegen Kurtanidse, den er im Finale knapp aber sicher mit 2:0 auspunktete und damit wieder Weltmeister wurde.
In den Jahren 2006 und 2007 war Chadschimurad Gazalow nicht zu schlagen. Er wurde in beiden Jahren  Weltmeister und 2006 auch Europameister. Bei der Europameisterschaft 2007 war er nicht am Start. Dabei besiegte er solche Spitzenkönner wie Georgi Gogschelidse aus Georgien, Michael Batista Martinez aus Kuba, Kurban Kurbanow aus Usbekistan, Magomed Ibragimov und auch wieder Luka Eldari Kurtanidse.
Bei der Europameisterschaft 2008 in Tampere musste er nach langer Zeit wieder einmal eine Niederlage hinnehmen. Georgi Gogschelidse besiegte ihn knapp mit 5:4 Punkten, womit Chadschimurad Gazalow nach einem Sieg im Kampf um den 3. Platz über Ruslan Schejchau aus Belarus nur mehr die EM-Bronzemedaille gewinnen konnte.
Chadschimurad Gazalow, der sein Sportstudium abgeschlossen hat, hat sich Ende 2007 in Wladikawkas interessanterweise in einem Interview auch dazu geäußert, wie die russischen Spitzenringer honoriert werden. Er sagte dazu, dass ein Olympiasieger vom Kuratorium zur Förderung des Ringkampfes in Russland monatlich 5.000 Dollar, ein Weltmeister monatlich 4.000 Dollar und ein Europameister monatlich 3.000 Dollar erhielte. Dazu kämen bei ihm noch Prämien und das Gehalt als Sportsoldat.
Die Frage nach dem Abschneiden von Chadschimurad Gazalow bei den Olympischen Spielen 2008 erübrigt sich, denn er kam dort nicht zum Einsatz. Er fehlte auch bei der Europameisterschaft 2009 in Vilnius. Ein gelungenes Comeback feierte er aber dann bei der Weltmeisterschaft 2009 in Herning/Dänemark, denn er wurde dort mit fünf Siegen wiederum Weltmeister. Im Endkampf besiegte er Chetag Gasjumow aus Aserbaidschan mit 3:2 techn. Punkten und 2:1 Runden.
Zwischen diesen Meisterschaften war er russischer Meister im Halbschwergewicht vor Said Ibragimow und Georgi Ketojew geworden.
Im Jahre 2010 war Chadschimurad Gazalow wieder bei der Weltmeisterschaft am Start. In Moskau konnte er aber im Halbschwergewicht seinen Titel aus dem Jahre 2009 nicht verteidigen. Nach vier Siegen unterlag er dort im Finale seinem alten kaukasischen Rivalen Chetag Gasjumow mit 1:2 Runden (1:2 Punkte) nach Punkten.
Im Juli 2011 wurde Chadschimurad Gazalow wieder russischer Meister vor Juri Belonowski aus Krasnojarsk und Abdussalam Gadissow aus Dagestan. Bei der Weltmeisterschaft 2011 in Istanbul siegte er zunächst über William Harth aus Deutschland und Nicolai Ceban aus Moldawien, verlor aber in seinem dritten Kampf gegen Taimuras Tigijew aus Kasachstan. Da dieser das Finale nicht erreichte, schied er aus und kam nur auf den 11. Platz.
2012 belegte er bei der russischen Meisterschaft im Halbschwergewicht hinter Abdussalam Gadissow den 2. Platz und kam in diesem Jahr bei keiner internationalen Meisterschaft zum Einsatz. 2013 erreichte er bei der russischen Meisterschaft im April dieses Jahres im Halbschwergewicht hinter Ansor Boltukajew und Abdussalam Gadissow den 3. Platz. Bei der Europameisterschaft dieses Jahres wurde er deshalb nicht eingesetzt. Ganz überraschend tauchte Chadschimurad Gazalow im August 2013 beim Wacław-Ziółkowski-Memorial in Spała im Schwergewicht auf. Er konnte dort aber nicht überzeugen und landete auf dem 8. Platz. Trotzdem setzte ihn der russische Ringerverband bei der Weltmeisterschaft 2013 in Budapest im Schwergewicht ein. Obwohl er dort einer der leichtesten Schwergewichtler war, beherrschte er diese Gewichtsklasse und wurde mit Siegen über Kurban Kurbanow, Usbekistan, Korey Jarvis, Kanada, Deng Zhiwei, China, Geno Petriaschwili, Georgien und Alen Sassejew, Ukraine Weltmeister.

## Internationale Erfolge
| Jahr | Platz | Wettbewerb                                         | Gewichtsklasse | |
| 2001 | 6.    | World Cup in Baltimore                             | Mittel         | hinter Ahmad Shekofteh, Iran, Alsan Sanakojew, Usbekistan, Charles Burton, USA, Chadschimurad Magomedow, Russland u. Nuri Zengin, Türkei                                                       |
| 2001 | 1.    | Junioren-WM (Juniors) in Taschkent                 | Mittel         | mit Siegen über Michal Bagauri, Georgien, Awtandil Kaisidis, Griechenland, Nurhan Katajew, Kasachstan, Osman Özgün, Türkei u. Jun Kyung-Min, Südkorea                                          |
| 2001 | 2.    | World-Military-Championships in Split              | Mittel         | hinter Sergei Prjadun, Ukraine u. vor Fatih Çakıroğlu, Türkei, Nicolaus Kidzas, Griechenland u. André Backhaus, Deutschland                                                                    |
| 2002 | 2.    | „Iwan-Yarigin“-Memorial in Krasnojarsk             | Mittel         | hinter Saschid Saschidow, Russland u. vor Chadschimurad Magomedow, Schamil Gitinow, bde. Russland u. Lee Fullhart, USA                                                                         |
| 2002 | 1.    | World Cup in Spokane/USA                           | Mittel         | vor Moon Eui-jae, Südkorea, Lee Fullhart, Nicholas Ugoalah, Kanada, Munkhbayar Temenulzu, Mongolei u. Marc Buschle, Deutschland                                                                |
| 2003 | 1.    | World Cup in Boise/USA                             | Mittel         | vor Cael Sanderson u. Charles Burton, bde. USA, André Backhaus u. David Bichinaschwili, bde Deutschland u. Atik Musajew, Ukraine                                                               |
| 2003 | 1.    | EM in Riga                                         | Halbschwer     | mit Siegen über Rolf Scherrer, Schweiz, Krassimir Kotschew, Bulgarien, Luka Eldari Kurtanidse, Georgien, Wadym Tassoew, Ukraine u. Fatih Çakıroğlu                                             |
| 2004 | 1.    | „Iwan-Yarigin“-Turnier in Krasnojarsk              | Halbschwer     | vor Aljaksandr Schamarau, Belarus, Dean Morrisson, u. Daniel Cormier, bde. USA |
| 2004 | 1.    | EM in Ankara                                       | Halbschwer     | mit Siegen über Martin Siddique, Deutschland, Aljaksandr Schamarau, Bartłomiej Bartnicki, Polen u. Wadym Tassoew                                                                               |
| 2004 | Gold  | OS in Athen                                        | Halbschwer     | mit Siegen über Rolf Scherrer, Wadym Tassoew, Aljaksandr Schamarau, Daniel Cormier u. Magomed Ibragimov, Usbekistan (4:1)                                                                      |
| 2005 | 3.    | EM in Warna                                        | Halbschwer     | mit Siegen über Aftandil Xanthopoulos, Griechenland, Rolf Scherrer, einer Niederlage gegen Luka Eldari Kurtanidse (1:2) u. einem Sieg über Sergei Pernikow, Belarus (9:0)                      |
| 2005 | 1.    | WM in Budapest                                     | Halbschwer     | mit Siegen über Kiyotaka Kodaisa, Japan, Gergely Kiss, Ungarn, Wassili Tismenetzki, Ukraine, Sergei Pernikow u. Luka Eldari Kurtanidse (2:0)                                                   |
| 2006 | 1.    | „Pokal von Usbekistan“ in Taschkent                | Halbschwer     | vor Kurban Kurbanow, Russland, Sergei Pernikow u. Georgi Gogschelidse, Georgien |
| 2006 | 1.    | EM in Moskau                                       | Halbschwer     | mit Siegen über Georgi Gogschelidse, Muhammad Said Bingöl, Türkei, Ruslan Schejchau, Belarus u. Schamil Gitinow, Armenien                                                                      |
| 2006 | 1.    | WM in Guangzhou/Volksrepublik China                | Halbschwer     | mit Siegen über Cui Xiao Cheng, China, Michael Batista Martinez, Kuba, David Zilberman, Kanada u. Georgi Gogschelidse                                                                          |
| 2007 | 1.    | World Cup in Krasnojarsk                           | Halbschwer     | vor Muhammed Lawal, USA, Amir Abbas Moradi, Iran, Luka Eldari Kurtanidse u. Magomed Ibragimow                                                                                                  |
| 2007 | 1.    | WM in Baku                                         | Halbschwer     | mit Siegen über Marcel Mihei Stroia, Rumänien, Hakan Koc, Türkei, Mateusz Gucman, Polen, Kurban Kurbanow, Usbekistan u. Sayed Abrahimi, Iran (3:0)                                             |
| 2007 | 1.    | World Military Championships in Hyderabad (Indien) | Halbschwer     | vor Naser Dalirmoeini, Iran, Recep Cakir, Türkei u. Marcel Mihai Stroia |
| 2008 | 2.    | „Iwan-Yarigin“-Memorial in Krasnojarsk             | Halbschwer     | hinter Schirwani Muradow, Russland u. vor Ibragim Saidow, Russland u. Daumit Schohanvaj, Kasachstan                                                                                            |
| 2008 | 3.    | EM in Tampere                                      | Halbschwer     | mit Siegen über Ioannis Papadopoulos, Griechenland, Edgar Jenokjan, Armenien u. Chetag Gasjumow, Aserbaidschan, einer Niederlage gegen Georgi Gogschelidse u. einem Sieg über Ruslan Schejchau |
| 2009 | 1.    | WM in Herning/Dänemark                             | Halbschwer     | mit Siegen über Etienne van Huyssteen, Südafrika, Georgi Gogschelidse, Oldrik Wagner, Deutschland, Saaed Abrahimi, Iran und Chetag Gasjumow, Aserbaidschan (3:2 tech. Punkte, 2:1 Runden)      |
| 2010 | 2.    | WM in Moskau                                       | Halbschwer     | mit Siegen über Edgar Jenokjan, Armenien, Josef Jaloviar, Slowakei, Georgi Gogschelidse, Georgien und Arfan Amiri, Iran u. einer Punktniederlage (1:2 Runden) gegen Chetag Gasjumow            |
| 2010 | 1.    | Ramzan-Kadirow-Cup in Grosny                       | Halbschwer     | vor Ansor Boltukajew, Juri Belonowski u. Marat Ibragimow, alle Russland |
| 2011 | 3.    | „Ali-Alijew“-Memorial in Kaspijsk                  | Halbschwer     | hinter Aslanbek Alijew und Schirwani Muradow, bde. Russland |
| 2011 | 11.   | WM in Istanbul                                     | Halbschwer     | nach Siegen über William Harth, Deutschland und Nicolei Ceban, Moldawien und einer Niederlage gegen Taimuras Tigijew, Kasachstan                                                               |
| 2013 | 5.    | „Iwan-Yarigin“-Memorial in Krasnojarsk             | Halbschwer     | hinter Wladislaw Bazajew, Ansor Boltukajew, Juri Belonowski und Abdussalam Gadissow, alle Russland                                                                                             |
| 2013 | 2.    | „Ali-Alijew“-Turnier in Machatschkala              | Halbschwer     | hinter Abdussalam Gadissow, vor Elisbar Odagadse, Georgien und Schamil Achmedow, Russland |
| 2013 | 8.    | „Wacław-Ziółkowski“-Memorial in Spała              | Schwer         | Sieger: Jamaladdin Magomedow, Aserbaidschan vor Aleksej Nikolajew, Belarus und Tervel Dlagnev, USA                                                                                             |
| 2013 | 1.    | WM in Budapest                                     | Schwer         | nach Siegen über Kurban Kurbanow, Usbekistan, Korey Jarvis, Kanada, Deng Zhiwei, China, Geno Petriaschwili, Georgien und Alan Sassejew, Ukraine                                                |

## Russische Meisterschaften
(soweit bekannt)
| Jahr | Platz | Gewichtsklasse | Ergebnisse                                                          |
| 2008 | 2.    | Halbschwer     | hinter Schirwani Muradow, vor Ansor Boltukajew und Ibrahim Saidow   |
| 2009 | 1.    | Halbschwer     | vor Ibrahim Saidow, Georgi Ketojew und Schamil Achmedow             |
| 2010 | 3.    | Halbschwer     | hinter Ibrahim Said und Arslanbek Alijew                            |
| 2011 | 1.    | Halbschwer     | vor Juri Belonowski, Abdussalam Gadissow und Arslanbek Alijew       |
| 2012 | 2.    | Halbschwer     | hinter Abdussalam Gadissow, vor Ibrahim Saidow und Schamil Achmedow |
| 2013 | 3.    | Halbschwer     | hinter Ansor Boltukajew und Abdussalam Gadissow                     |

## Erläuterungen
- alle Wettbewerbe im freien Stil
- OS = Olympische Spiele, WM = Weltmeisterschaft, EM = Europameisterschaft
- Mittelgewicht, Gewichtsklasse bis 84 kg, Halbschwergewicht, bis 96 kg und Schwergewicht bis 120 kg  Körpergewicht